# Isla Shaqari
Isla Shaqari (en albanés: Ishulli i Shaqarisë) es una pequeña isla en el lago Scutari en el norte del país europeo de Albania. La isla de Shaqari es muy pequeña y se encuentra justo enfrente de la pequeña ciudad de Shiroka cerca de done está el lago más grande de los Balcanes. La isla está conectada a Shiroka por un puente y hay un edificio construido en ella. Administrativamente depende del Condado de Shkodër (Qarku i Shkodrës), al norte del país.